# Чернігівське єпархіальне сховище старожитностей
Чернігівське єпархіальне сховище старожитностей — церковно-історичний музей Чернігівської єпархії.

## Історія
Рішення про його створення Чернігівська духовна консисторія ухвалила у червні 1900 року, але підготовчі роботи затягнулися, і статут музею було затверджено у жовтні 1906 року. Головна мета діяльності — збирання, зберігання та вивчення церковно-історичних старожитностей регіону.
В Єпархіальному музеї було поступово зосереджено унікальне зібрання рукописних книг і стародруків, документи з церковних та монастирських архівів, старовинні ікони, церковне вбрання і начиння, портрети церковних діячів. Найцінніші пам'ятки експонувалися на виставці з нагоди 14-го Археологічного з'їзду в Чернігові (1908). У 1908 та 1916 роках було видано два випуски «Сборника Черниговского епархиального древлехранилища», що містять опис деяких колекцій, інформаційні повідомлення, наукові розвідки.
Діяльністю музею безпосередньо опікувалася утворена у жовтні 1907 року Церковно-археологічна комісія. У 1906—1913 роках його очолював викладач Чернігівської духовної семінарії, історик В. Дроздов, а з 1913 року — священик і краєзнавець К. Самбурський.
Спочатку колекції зберігалися у приміщенні Чернігівської духовної семінарії, а з 1912 року — у новозбудованому Єпархіальному будинку.
У 1921 році на основі його зібрання було створено Музей культів, який у 1925 році увійшов до складу Чернігівського державного музею.

## Галерея

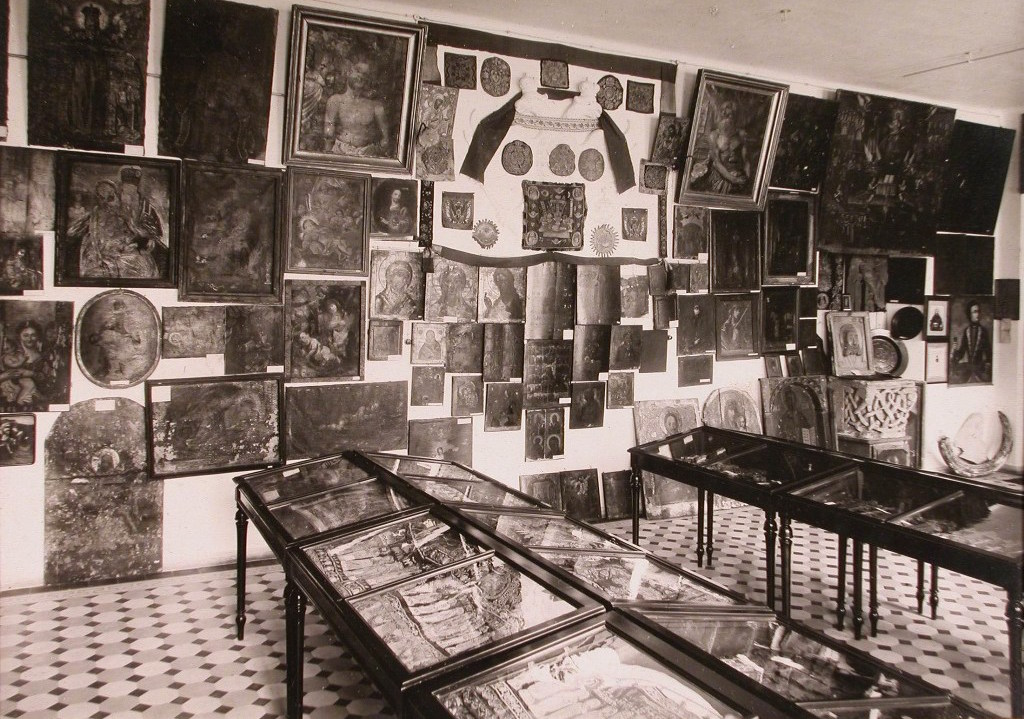
Церковне давньосховище
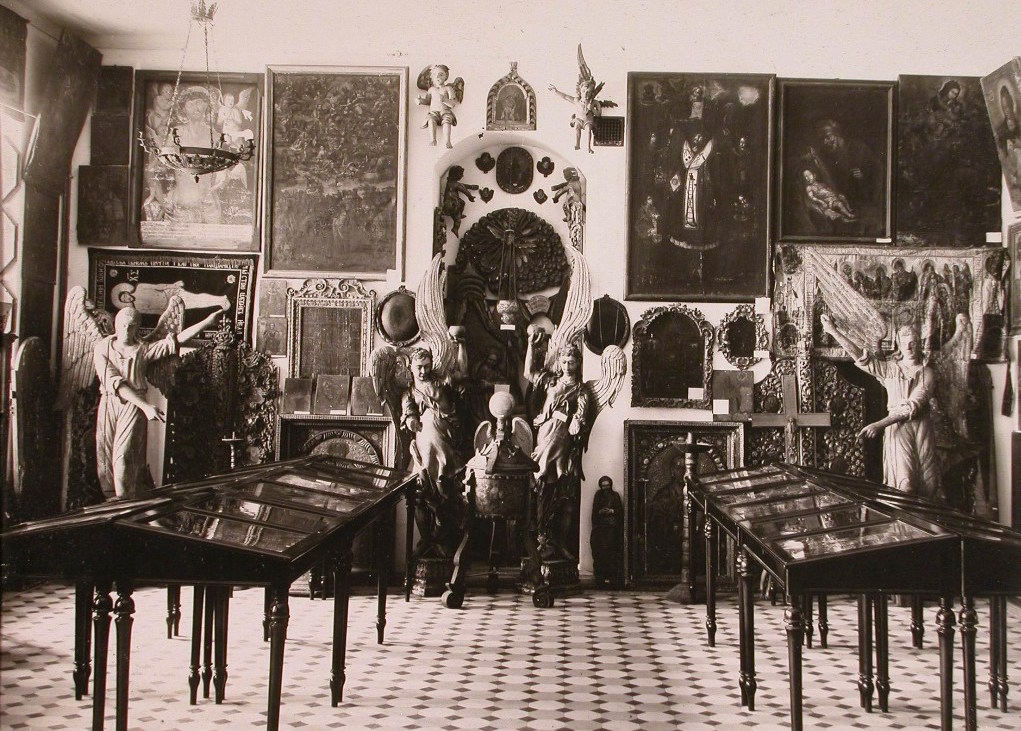
Церковне давньосховище